# باهوكي
باهوكي (بالإنجليزية: Pahokee)‏ هي مدينة أمريكية تقع في ولاية فلوريدا. تبلغ مساحة هذه المدينة 14 (كم²)،ويبلغ عدد سكانها 6617 نسمة حسب إحصاء سنة 2010 م 6617.تشير إحصاءات سنة 2000م بأن الكثافة السكانية في هذه المدينة تقدر بـ(427.5) نسمة/كم2 

## أعلام
- ريكونا ويليامز
- زابيان دودل
- بوبي هاردن
- اريك غرين
- تيم غولدن